# 大竹秀典
大竹 秀典（おおたけ ひでのり、1981年7月6日 - ）は、日本のプロボクサー。福島県郡山市出身。日本大学東北高校建築科卒業 第37代日本スーパーバンタム級王者。第43代OPBF東洋太平洋スーパーバンタム級王者。金子ボクシングジム所属。入場曲は奥野敦士「岸和田少年愚連隊・カオルちゃんのテーマ」。横浜ビールが経営する飲食店で料理人として働いている。既婚。

## 来歴
ほとんどスポーツ暦は無かったが21歳の時に地元郡山市のアマチュアボクシングジムでボクシングを始めた。23歳の時に上京し、電車からたまたま見えた金子ボクシングジムへ入会した。
2005年12月1日、飯島海戦でデビューし、判定勝利。
2006年より新人王戦にエントリーし、2年連続で東日本決勝まで進むもともに全日本新人王決定戦まで進めず。
2008年以降は無敗を維持。
2010年12月10日、同郷の元日本スーパーバンタム級王者、福島学を6回KOで降す。
2012年8月6日、芹江匡晋の返上により空位となった日本スーパーバンタム級王座を中嶋孝文と争い、2-1の判定で王座獲得に成功。
初防衛戦は12月10日に元暫定王者瀬藤幹人を迎え、判定で初防衛成功。
2013年4月17日、2度目の防衛戦として、1位の土居コロニータ伸久を迎え、5回と7回に起きた偶然のバッティングで土居の出血が止まらず8回にレフェリーストップ、負傷判定に持ち込まれ、判定勝利で2度目の防衛に成功。
2013年8月9日、3度目の防衛戦として9位久永志則を迎え、判定3-0判定で3度目の防衛に成功。
2013年10月12日、ジムメイトで元WBA世界スーパーフライ級王者清水智信の引退スパーの相手を務めた。
2014年3月24日、「第386回ガッツファイティング」にて4度目の防衛戦として1位の中嶋孝文をと再戦、前回の対戦同様拮抗した展開になったものの、終盤にポイントを重ね、3-0（96-95、96-94、97-93）で勝利し4度目の防衛に成功。この試合は東洋太平洋フェザー級の天笠尚 vs ビンビン・ルフィーノとのダブルタイトルマッチとして行われ、26日深夜（27日未明）にTBSで録画中継された。
2014年9月29日、JBCは同日付で大竹が「世界タイトル挑戦に向け集中するため」という理由で日本スーパーバンタム級王座を返上した為、日本スーパーバンタム級王座は空位となった。
2014年11月22日、リヴァプールのエコー・アリーナ・リヴァプールでWBA世界スーパーバンタム級王者のスコット・クィッグと対戦し、12回0-3（109-119×2、110-118）の判定負けを喫し王座獲得に失敗した。元々は和氣慎吾がクィッグに挑戦予定だったが、和気が負傷したことで、10月半ばに急きょ大竹に転がり込んできたオファーだった。大竹は挑戦決定と同時に勤務先に休暇願いを出し、「一生に一度、あるかないかもわからないようなチャンス。悔いを残したくなかった」と、試合約1カ月前に挑戦が決まっていた。
2015年5月29日、後楽園ホールで行われた「ゴールデンチャイルドボクシングvol.114」でピサヌテープ・ギャットチャイヨンと56.0kg契約8回戦を行い、3回1分30秒KO勝ちを収め再起した。
2015年11月18日、後楽園ホールで行われたゴールデンチャイルドボクシングvol.115でサン・サックナロンとフェザー級8回戦を行い、6回36秒TKO勝ちを収めた。
2016年3月16日、後楽園ホールで行われた「ゴールデンチャイルドボクシングvol.116」でサターントゥン・ソーバンカルとフェザー級10回戦を行い、2回1分11秒KO勝ちを収めた。
2016年6月24日、後楽園ホールで行われた「ゴールデン・チャイルド・ボクシングvol.117」で56.2Kg契約8回戦を行い、8回3-0（78-74×2、79-75）の判定勝ちを収めた。
2016年11月16日、後楽園ホールで行われた「ゴールデンチャイルドボクシングvol.118」でアレクサンドル・エスピノサとフェザー級8回戦を行い、8回2-0（77-74、76-74、75-75）の判定勝ちを収めた。
2017年3月17日、後楽園ホールで行われた「ゴールデン・チャイルド・ボクシングvol.119」で久保隼の王座返上に伴いOPBF東洋太平洋スーパーバンタム級2位のジェルビルト・ゴメラとOPBF東洋太平洋スーパーバンタム級王座決定戦を行い、12回3-0（115-112×2、116-111）の判定勝ちを収め王座獲得に成功した。
2017年4月13日、東日本ボクシング協会は大竹を2017年3月度の月間敢闘賞に選出した。
2017年7月19日、後楽園ホールで行われた「ゴールデンチャイルドボクシングvol.120/DANGAN188」でOPBF東洋太平洋スーパーバンタム級14位の臼井欽士郎と対戦し、10回3分4秒KO勝ちを収め初防衛に成功した。
2017年10月13日、後楽園ホールで行われた「ゴールデン・チャイルド・ボクシングvol.121/DANGAN196」でOPBF東洋太平洋スーパーバンタム級1位の丸田陽七太と対戦し、12回3-0（116-111×2、117-111）の判定勝ちを収め2度目の防衛に成功した。11月6日、東日本ボクシング協会2017年10月度の月間敢闘賞に選出された。
2018年3月13日、後楽園ホールで行われた「ゴールデンチャイルドボクシング122」&「DANGAN208」でOPBF東洋太平洋スーパーバンタム級1位のブライアン・ロベターニャと対戦し、10回1分53秒TKO勝ちを収め3度目の防衛に成功した。
2018年8月25日、アリゾナ州グレンデールでWBOスーパーバンタム級王者アイザック・ドグボエと対戦し、初回2分18秒TKO負けを喫して王座獲得に失敗した。

## 戦績
- プロボクシング：37戦 31勝(14KO) 3敗 3分

## 獲得タイトル
- 第37代日本スーパーバンタム級王座（防衛4=返上）
- 第43代OPBF東洋太平洋スーパーバンタム級王座（防衛2=返上）